# روسانا سيمون
روسانا سيمون ألامـو (بالإسبانية: Rosana Simón Álamo، ولدت في 11 يوليو 1989، لوس يانوس دي أريداني، سانتا كروث دي تينيريفه، إسبانيا) لاعبة تايكوندو إسبانية.
حصلت على الميدالية الذهبية في بطولة العالم للتايكوندو عام 2009، وعلى الميدالية الذهبية في بطولة أوروبا للتايكوندو عام 2010.

## إنجازاتها

### بطولة العالم للتايكوندو
- 2009 كوبنهاغن  الدنمارك:  ميدالية ذهبية في وزن فوق 73 كغم.
- 2011 جيونجو  كوريا الجنوبية:  ميدالية برونزية في وزن فوق 73 كغم.

### بطولة أوروبا للتايكوندو
- 2006 بون  ألمانيا:  ميدالية برونزية في وزن فوق 72 كغم.
- 2010 سانت بطرسبرغ  روسيا:  ميدالية ذهبية في وزن فوق 73 كغم.
- 2012 مانشستر  المملكة المتحدة:  ميدالية فضية في وزن فوق 73 كغم.

## روابط خارجية
- روسانا سيمون على موقع TaekwondoData.com (الإنجليزية)
- روسانا سيمون على موقع أوليمبيديا (الإنجليزية)
- روسانا سيمون على موقع اللجنة الأولمبية الإسبانية (الإسبانية)